# ماساهيتو هارونا
ماساهيتو هارونا (باليابانية: 春名真仁؛ بالكانا: はるな まさひと) هو لاعب هوكي الجليد ياباني، ولد في 16 يوليو 1973 في كوشيرو في اليابان.

## وصلات خارجية
- ماساهيتو هارونا على موقع EliteProspects.com (الإنجليزية)
- ماساهيتو هارونا على موقع Eurohockey.com (الإنجليزية)
- ماساهيتو هارونا على موقع HockeyDB.com (الإنجليزية)